# Mei Okada
Mei Okada (岡田 夢以 Okada Mei?, 19 de mayo de 1996) es una seiyū y cantante japonesa afiliada a Ace Crew Entertainment. Fue la líder del grupo idol japonés Tenkou Shoujo desde su formación en 2014 hasta 2019, e interpreta a Marika Mizushima como parte de Merm4id, uno de los grupos musicales de la franquicia D4DJ de Bushiroad. También es bajista de la banda Ave Mujica de la franquicia multimedia BanG Dream!, que incluye la interpretación del personaje Timoris/Umiri Yahata.

## Biografía
Mei Okada, originaria de Fukaya, Saitama, nació el 19 de mayo de 1996. En noviembre de 2014, se convirtió en la líder fundadora del grupo ídolo japonés Tenkou Shoujo. En septiembre de 2019, anunció que dejaría Tenkou Shoujo después de su gira nacional de 2019. El 16 de noviembre de 2019, tuvo su última actuación con Tenkou Shoujo en la actuación de cierre de la gira en el Shibuya Public Hall en Shibuya, Tokio. En 2016, comenzó "Mei Nadeshiko" (夢詠撫子, Mei Nadeshiko), una serie de lecturas en solitario que presenta.
En julio de 2019, pasó a formar parte de la franquicia D4DJ como Marika Mizushima, una de los cuatro miembros de Merm4id. Prestó su voz al personaje en D4DJ Groovy Mix (2020), D4DJ Petit Mix (2021) y D4DJ All Mix  (2023). En octubre de 2020, fue elegida como Sara Hiiragi en la franquicia multimedia Road59 de Bushiroad.
En septiembre de 2023, el final de BanG Dream! It's MyGO!!!!!, donde interpretó a Timoris / Umiri Yahata, anunció que era bajista del hasta ahora anónimo banda Ave Mujica como dicho personaje de BanG Dream!. Antes de formar parte de la franquicia, su experiencia con instrumentos musicales se limitó inicialmente a lecciones de piano en la escuela primaria, pero decidió aprender el bajo en los meses anteriores. Repetirá su papel en la secuela BanG Dream! Ave Mujica.
Okada tiene dos hermanas.

## Filmografía
Los papeles principales están en negrita

### Anime
| Año  | Título                     | Rol                    | Refs. |
| ---- | -------------------------- | ---------------------- | ----- |
| 2023 | D4DJ All Mix               | Miiko Takeshita        | [ 6 ] |
| 2023 | BanG Dream! It's MyGO!!!!! | Timoris / Umiri Yahata | [ 4 ] |
| 2025 | BanG Dream! Ave Mujica     | Timoris / Umiri Yahata | [ 5 ] |